# او-۳۳ (کریگس‌مارینه)
او-۳۳ (به آلمانی: U-33) یک او-بوت کریگس‌مارینه از نوع ۷آ بود.

## تاریخچه عملیاتی

### جنگ داخلی اسپانیا
او-۳۳ مدت کوتاهی پس از آغاز دخالت نظامی آلمان در جنگ داخلی اسپانیا، در عملیاتی با عنوان پوششی «رزمایش آموزشی اورزولا»، به آب‌های این کشور فرستاده شد. ناوسروان کورت فرای‌والت فرماندهی این او-بوت در این مأموریت را بر عهده داشت. او-۳۳ بدین منظور روز ۲۰ نوامبر سال ۱۹۳۶، در همراهی با او-۳۴، از ویلهلمس‌هافن شروع به حرکت کرد و پس از عبور از کانال مانش در سکوت رادیویی، شب ۲۷ نوامبر با گذر از تنگه جبل‌الطارق وارد مدیترانه شد. به این او-بوت گفته شده بود در صورت برخورد با کشتی‌های جنگی جمهوری‌خواه خود را بریتانیایی معرفی کند. به هر صورت نیاز به چنین اقدامی پیش نیامد. گشت‌زنی او-۳۳ در آب‌های شرقی اسپانیا از روز ۳۰ نوامبر آغاز شد. خط فرضی نصف‌النهار ۰ درجه و ۴۴ دقیقه غربی ناحیه مربوط به این او-بوت را از او-۳۴ جدا می‌کرد. او-۳۳ در شرق این خط عمل می‌نمود. فرمان اکید بر درگیر شدن تنها با کشتی‌های جنگی جمهوری‌خواه بود که آن هم می‌بایست به تأیید فرماندهی عالی می‌رسید. عملیات او-۳۳ موفقیت خاصی در برنداشت و چند اقدام او علیه کشتی‌های جمهوری‌خواه، از جمله ناو مندز نونز، به نتیجه‌ای نرسید. روز ۱۰ دسامبر به فرمان فیلدمارشال ورنر فن بلومبرگ، وزیر دفاع رایش، عملیات این او-۳۴ در آب‌های اسپانیا متوقف و دستور به بازگشت آن به آلمان صادر شد. او-۳۳ تا پایان ماه خود را به ویلهلمس‌هافن رساند.